# Derivòmetre

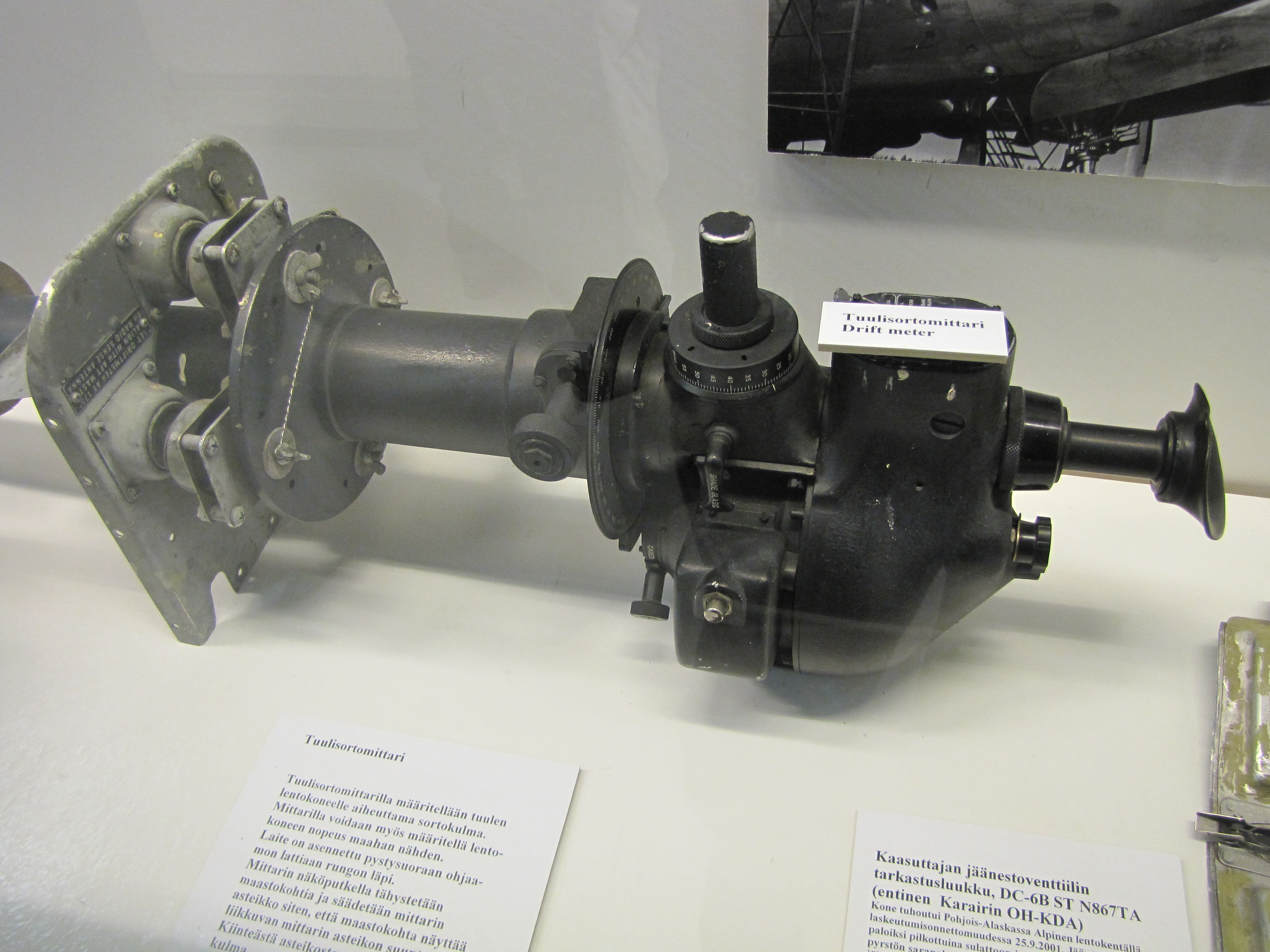
Derivòmetre d'un avió Douglas DC-6. Finnish Aviation Museum (Suomen Ilmailumuseo)

En la navegació aèria, un derivòmetre és un instrument òptic que permet mesurar la deriva d'un avió respecte de la terra ferma.

## Necessitat
Un avió que vola està sotmès als efectes del vent. Quan aquest vent presenta una component lateral al rumb de l'aparell, ocasiona una deriva. Una desviació real respecte de terra no indicada pel compàs. Aquest efecte és similar a la deriva d'un vaixell quan navega. El resultat final és una posició real de l'aparell que pot estar molt allunyada de la posició estimada pel rumb (la direcció) i la velocitat.
Per a calcular una estima correcta cal mesurar la deriva amb certa precisió.

## Descripció de l'instrument
Els derivòmetres reals poden adoptar disposicions molt diferents. Essencialment consisteixen en un telescopi muntat verticalment amb un objectiu dirigit cap a la parte inferior (per sota del fuselatge de l'avió) i un ocular en la cabina del pilot. El telescopi permet observar el terreny sobrevolat per la aeronau. L'instrument incorpora una retícula giratòria (que es pot fer girar 360 graus) i una graduació perifèrica.
L'observador veu la imatge terrestre i la retícula. La mesura és vàlida quan les imatges terrestres es desplacen paral·lelament a la retícula. En aquest cas, la lectura de l'angle que marca la retícula indica l'angle de deriva.

### Versions millorades
Hi ha versions de l'instrument equipades amb estabilitzadors giroscòpics.

### Versions simplificades
En avions antics (sense cabina tancada) i moderns que permetin l'observació directa del paisatge sobrevolat, hom pot prescindir del telescopi. El derivòmetre queda simplificat en un disc transparent giratori sobre un marc i marcat amb una graella de línies paral·leles i graduat en 360 graus.

## Videos
- [12]